# ...In Color
…In Color é o primeiro EP de estúdio da banda The Summer Set, que foi lançando em 24 de junho de 2008, pela gravadora The Militia Group. Contém músicas no estilo pop rock e indie pop. O EP era completamente curto antes da banda decidir assinar com a gravadora. 

## Faixas
| N.º | Título                 | Duração |  |
| 1.  | "Cross Your Fingers"   | 3:18    |  |
| 2.  | "Seasons"              | 3:11    |  |
| 3.  | "She's Got The Rhythm" | 2:43    |  |
| 4.  | "Close To Me"          | 3:32    |  |
| 5.  | "Lights"               | 2:57    |  |